# 小野寺ドライクリーニング工場

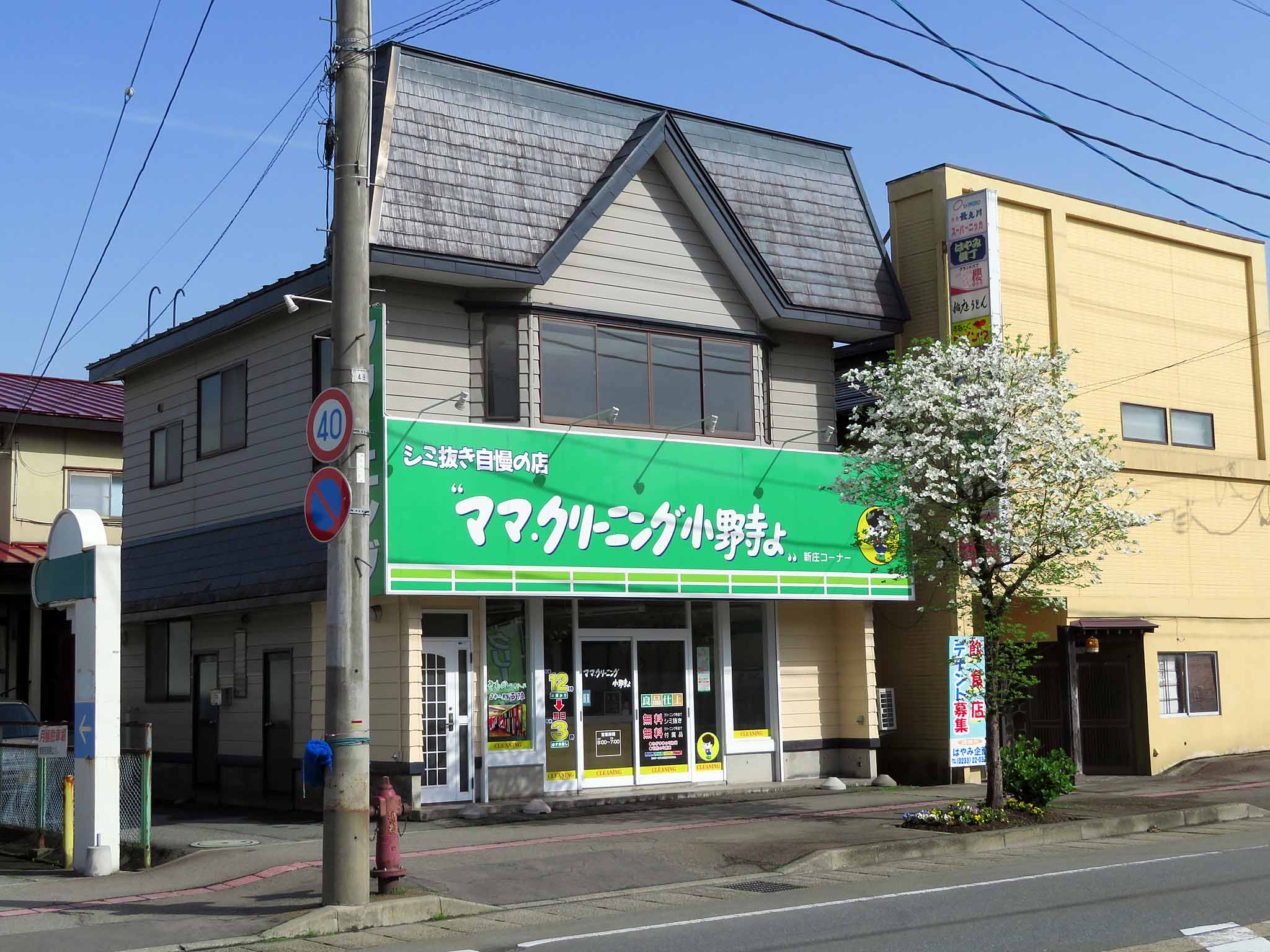
新庄市内の店舗の例

株式会社小野寺ドライクリーニング工場（おのでらドライクリーニングこうじょう）は、山形県鶴岡市に本社を置く、クリーニングチェーン「ママクリーニング小野寺よ」を経営する企業である。

## 概要
1907年（明治40年）創業。1964年（昭和39年）、CMのキャッチコピーとして「ママクリーニング小野寺よ！」のフレーズが生まれる。一般衣類以外にも幅広い製品を取り扱い、自社の工場でクリーニング処理をしている。山形県を中心に、宮城県・秋田県・新潟県の4県で約270店舗を展開している。